# Kraï de l'Oussouri
Le kraï de l'Oussouri (en russe : Уссурийский край, litt. « territoire de l'Oussouri ») est le nom traditionnel donné à la partie sud de l'Extrême-Orient russe dans la fédération de Russie. Une grande partie du kraï est située dans le bassin de la rivière Oussouri et comprend la partie sud des montagnes de Sikhote-Aline, la plaine de Prikhankaïskaia et les crêtes sud adjacentes. À la fin du XIXe siècle dans l'Empire russe c'était le nom donné à la zone se trouvant entre les rivières Oussouri, Soungatcha, et le lac Khanka d'un côté et le détroit de Tatarie et la mer du Japon de l'autre côté, s'étendant sur le territoire administratif de l'Oussouri, de l'Oussouri du Sud et sur l'oblast de Primorié.
Le mot kraï est repris pour l'Oussouri dans le sens général ou historique de région et non comme entité politico-administrative. Il est situé géographiquement à l'extrême sud de l'Extrême-Orient russe, donne sur la mer du Japon, et confine avec la province du Heilongjiang en Chine. Le lac Khanka se trouve sur la frontière entre la Chine et la Russie.
Selon le Dictionnaire encyclopédique Brockhaus et Efron, la superficie de cette zone culturelle et historique s'étend sur 214 896,2 km2. Elle est traversée par la rivière Oussouri, et ses affluents Lablobka et Avvakoumovka. La surface de la région oussourienne est répartie en une zone septentrionale de 133 819,4 km2, et une zone méridionale de 81 076,8 km2. Ces territoires ont été annexés à la Russie par le traité d'Aïgoun en 1858.

## Climat
Les données donnent une idée du climat dans la partie nord de la région.
|                                | Moyenne de température année | Moyenne température hiver | Moyenne témpérature printemps | Moyenne température été | Moyenne température automne | Moyenne pluies, en mm. | Pluie hiver | Pluie printemps | Pluie été | Pluie automne |
| ------------------------------ | ---------------------------- | ------------------------- | ----------------------------- | ----------------------- | --------------------------- | ---------------------- | ----------- | --------------- | --------- | ------------- |
| Khabarovsk                     | 0,6                          | —21,9                     | 1,4                           | 20,1                    | 2,8                         | 551,8                  | 12,0        | 122,9           | 313,3     | 123,6         |
| Baie d'Olga (kraï du Primorie) | 4,17                         | —10,61                    | 3,53                          | 17,9                    | 6,57                        | 753,9                  | 32,17       | 185,06          | 310,54    | 226,13        |

## Flore et faune
Dans la partie nord la végétation d'arbres et d'arbustes est dominée par le tilleul, l'érable, le balsa , le noyer, le cerisier, le pommier, le poirier, le frêne, le chêne, l'orme, le bouleau, le tremble, le cèdre, le mélèze, le sapin, le pin, la vigne, le fusain, la bourdaine, le framboisier, l'églantier, le sureau, le chèvrefeuille, le noisetier. Dans la partie sud on trouve de plus des cerisiers, des abricotiers, des vignes aux raisins bleus. Ce sont les pentes occidentales de la région de Sikhote-Aline qui sont les plus riches en variétés de plantes. Dans la partie orientale, sous l'influence des vents froids venant de la mer, ce sont les conifères qui prévalent.
Au début du XXe siècle, les mammifères de la région étaient représentés par le tigre, le léopard, le chat sauvage, l'ours, le blaireau, la zibeline, la colombe, l'hermine, le loup, le renard, l'écureuil, le lièvre, le sanglier, le cerf, l'antilope. Le lac Khanka abritait de nombreuses espèces de poissons, dont le kalouga, le keta, le saumon rose, la carpe, etc.

## Minéraux
Au début du XXe siècle les richesses fossiles de la région comprenaient de la houille, de l'or (en petite quantité), de l'argent, du plomb et du fer. La région est riche en marbre, en pierre de construction, en chaux. 

## Population
La population est semblable à celle du kraï du Primorié.